# Biskup misyjny
Biskup misyjny - instytucja Kościoła katolickiego wprowadzona dopiero na soborze trydenckim. Kapłan posiadający tytuł i święcenia biskupie, niebędący jednak przypisany do konkretnej diecezji, lecz posłany na misję. Podległy bezpośrednio papieżowi.
Godność biskupa pozwala na wyświęcanie kapłanów spośród ludu, w którym prowadzi misję. Często stosuje się to określenie do czasów wcześniejszych na określenie tych biskupów (zob. np. Bonifacy-Winfrid, Bruno z Kwerfurtu, Jordan), którzy działali na terenach pogańskich lub świeżo chrystianizowanych, chociaż pod względem prawnym  takiej instytucji w Kościele katolickim do końca średniowiecza nie było. 
Część badaczy przyjmuje, że istniało pewne rozróżnienie między episcopus regionarius (biskup regionu) a episcopus gentium (biskup ludu). Pierwsi byliby zapraszani przez władcę neofitę dla utworzenia struktury kościelnej. Drudzy wyruszaliby w misję do ludów zupełnie nieochrzczonych. 
Wyróżnienia biskupstwa misyjnego pod względem prawnym i jego szczególnej organizacji dokonano dopiero po ustanowieniu Congregatio de Propaganda Fide w 1622 roku.
Instytucja biskupów misyjnych rozwinęła się jeszcze w epoce wielkich akcji misyjnych XVII i XVIII wieku. Na terenach szczególnych prześladowań chrześcijan (ZSRR, Chiny) zaistnieli biskupi misyjni, których działalność była siłą rzeczy oderwana od konkretnej diecezji.
Nie zaistniała nigdy oficjalna tytulatura arcybiskupa misyjnego. Używanie przez niektórych biskupów misyjnych emblematów tradycyjnie przynależnych metropolitom (paliusz) było związane z możliwością wyświęcania dalszych biskupów. Tytułowanie ich arcybiskupami w niektórych źródłach było wyłącznie formą grzeczności.